# 阿比维尔 (佐治亚州)
阿布維爾（英語：Abbeville）是一個位於美國喬治亞州威爾科克斯縣的城市。根據2010年美國人口普查，該地人口為2908人，而該地的面積約為7.90平方千米。同時該地也是威爾科克斯縣的縣治。

## 地理
阿布維爾的座標為31°59′30″N 83°18′27″W / 31.99167°N 83.30750°W，而該地的平均海拔高度為78米（即256英尺）。